# Готельний корпус Києво-Печерської лаври

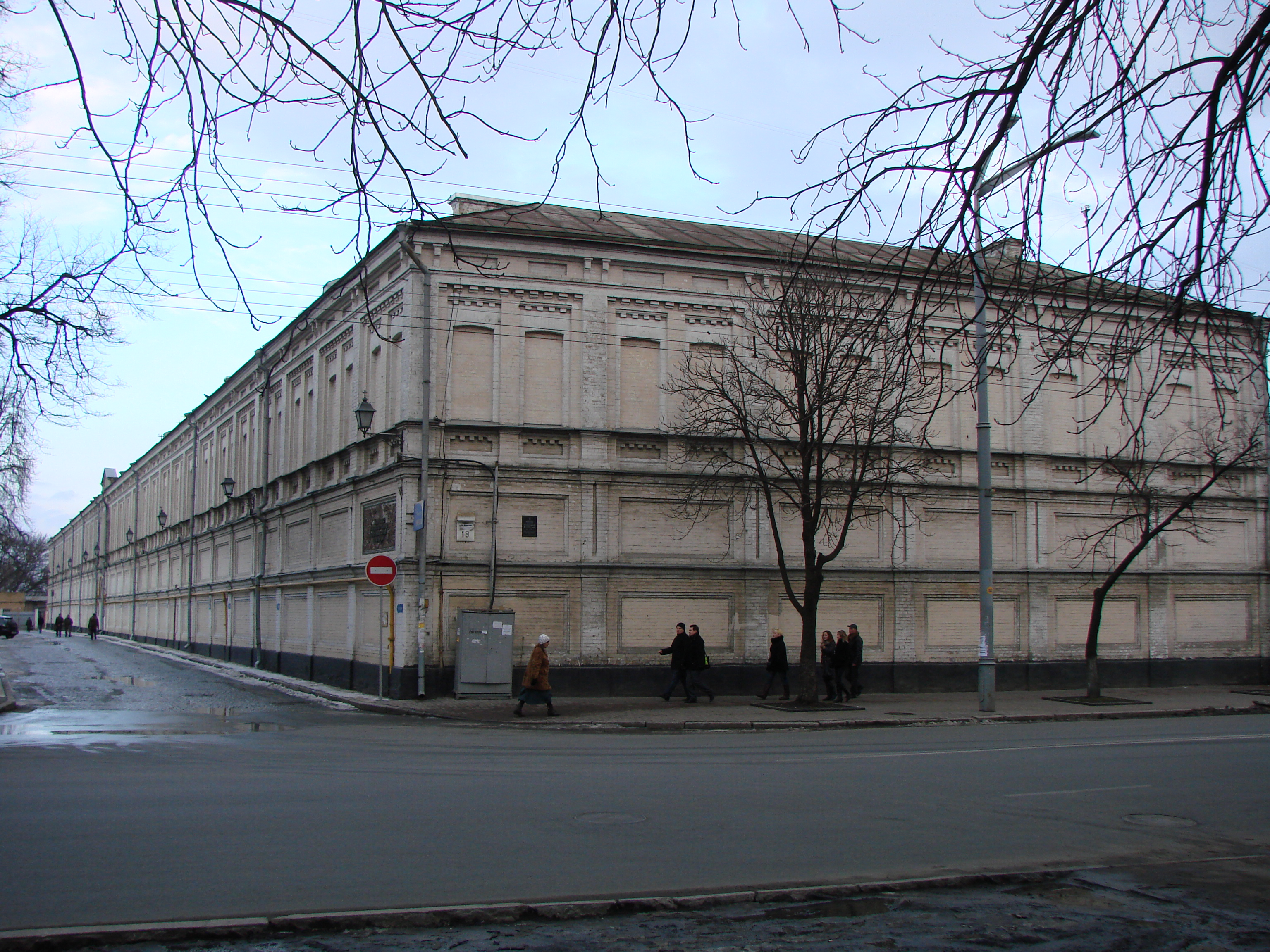

Готель Києво-Печерської лаври — пам'ятка архітектури національного значення (охоронний № 4/49, корпус № 19). Споруджений у 1906-08 роках.

## Коротка історія
Будівництво корпусу було зумовлено значним збільшенням з 2 половини 19 століття кількості прочан, які приїздили до Києво-Печерської лаври. Частина приміщень використовувалася для проживання робітників, які працювали у монастирі.
В роки 1-ї світової війни в готелі розміщувався понтонний батальйон. За даними 1922 року, корпус був пошкоджений, після націоналізації входив до складу Інвалідного містечка. У 1920-х роках в ньому містилися так званий Трудовий дім, Всеукраїнські курси інвалідів та майстерні, протезний завод. Впродовж 1925-44 рр. частина приміщень належала Київському (згодом Центральному) державному історичному архіву УРСР.

## Архітектура
Двоповерховий з підвалом та напівпідвалом, цегляний, пофарбований, у плані Г-подібний, з довжиною крил близько 146 і 25 метрів, кожне з яких завершується двосхилим пологим дахом з бляшаною покрівлею. Складається з семи секцій з коридорним плануванням й однобічним розташуванням приміщень. У центрі видовженого крила влаштовано проїзд на подвір'я. До нього звернені чоловий південний та східний фасади, прорізані чітким ритмом лучкових вікон і входів, оформлених півциркульними архівольтами й підкреслених розкріповками, а також великими віконними прорізами сходових кліток з сучасним заповненням із склоблоків. Дворові фасади декоровано сухариками над вікнами, поребриком у міжвіконнях першого поверху, пласкими нішами. Оригінально вирішено глухі вуличні фасади, розчленовані на пропорційні структурні елементи, оформлені у вигляді фальшивих вікон на другому та фільонок на першому поверхах.
Одна з найрепрезентативніших споруд монастиря та Києва у цегляному стилі.
1937-68 у будинку містилися Київське республіканське художньо-промислове училище та його гуртожиток. Створене за постановою РНК УРСР від 6 квітня 1938 на базі школи майстрів декоративно-прикладного мистецтва, відкритої 1936 при Київському державному музеї українського мистецтва. 1949 реорганізоване на Київське училище прикладного мистецтва, 1962 – Київський художньо-промисловий технікум, 1999 – Київський державний інститут декоративно-прикладного мистецтва і дизайну ім. М. Бойчука.

## Історико-меморіальне значення
Тут працювали відомі діячі культури: Власенко Параска Іванівна (1900—1960) — майстер декоративного розпису, майстер народного мистецтва УРСР (з 1936); Вовк Наталія Юхимівна (1896—1970) — килимарниця, майстер народного мистецтва УРСР (з 1936); Глущенко Пелагія (Поліна) Іванівна (1908—1983) — майстер народно-декоративного розпису (вихованка Т. Пати), заслужений майстер народної творчості УРСР (з 1967); Головко Дмитро Федорович (1905—1978) — майстер художньої кераміки, народний художник УРСР (з 1972), дійсний член Міжнародної академії кераміки в Женеві (з 1970); Гончар Іван Тарасович (1888—1944) — кераміст, майстер народного мистецтва УРСР (з 1936); Грядунова Олександра Павлівна (1898—1974) — майстер народного керамічного розпису (вихованка І. Гончара); Кулик Олександра Василівна (1897—1973) — майстер народної вишивки, автор першого підручника з цього виду народного мистецтва; Муха Макар Корнійович (1906—1990) — художник декоративно-ужиткового мистецтва (вихованець училища), заслужений майстер народної творчості УРСР (з 1967); Пата Тетяна Якимівна (1884—1976) — майстер петриківського народно-декоративного розпису та графіки, заслужений майстер народної творчості УРСР (з 1962); Примаченко Марія Овксентіївна (1908 — 97) — майстер народно-декоративного розпису, народний художник УРСР (з 1988), заслужений діяч мистецтв УРСР (з 1970). Відзначена Державною премією УРСР ім. Т. Шевченка (1966).
У кінці 1930-х років та в повоєнний час деякі викладачі мешкали у цьому корпусі та флігелях на його подвір'ї (не збереглися).
1968 технікум переведено в новозбудовані приміщення на вул. Кіквідзе, 32; 1970 — також гуртожиток. У 1993—2000 частину приміщень займав Український комітет ІКОМОС.
З 1969 в корпусі міститься Правління Українського товариства охорони пам'яток історії та культури.